# Pizza Hut

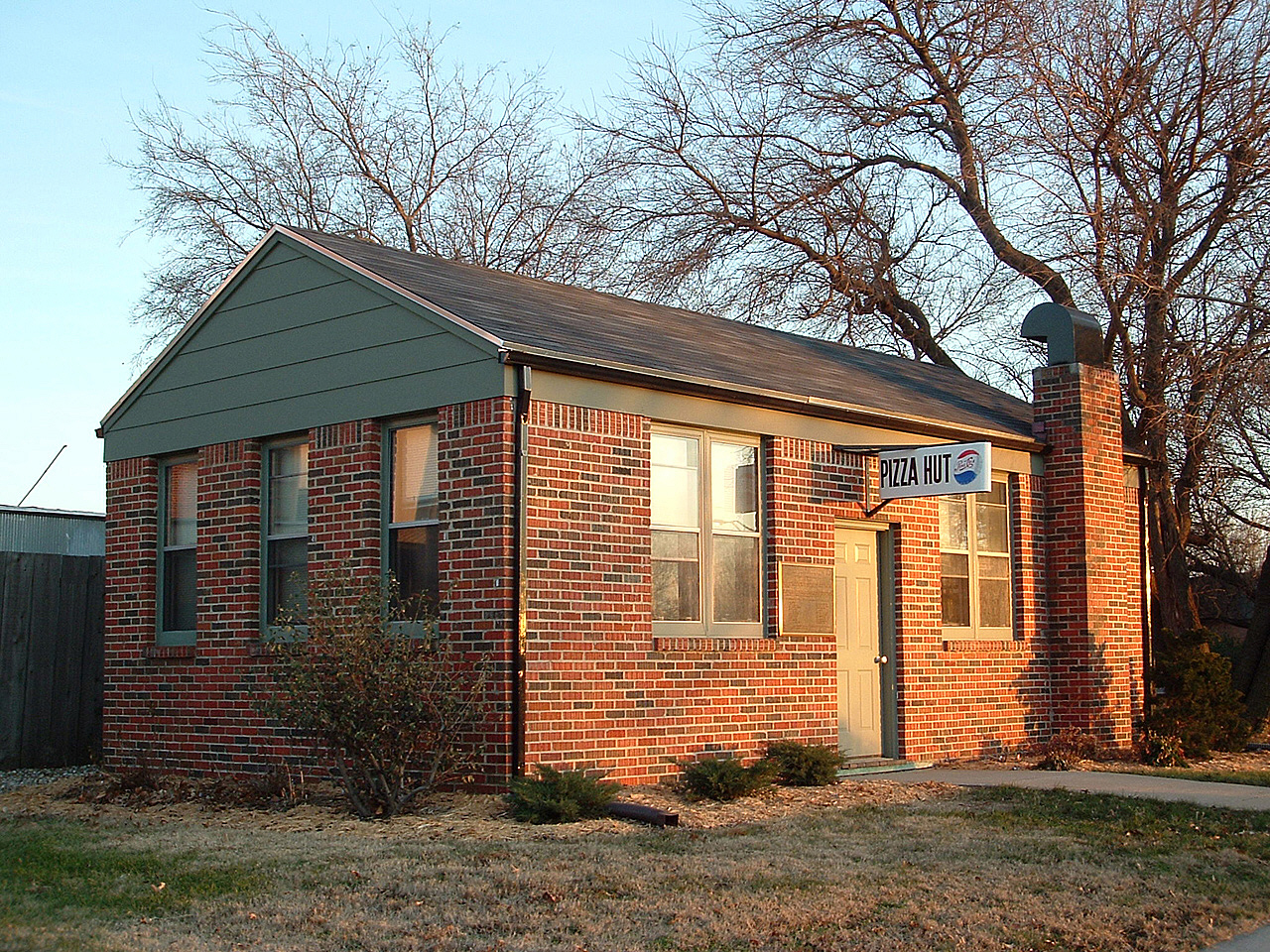
Den första Pizza Hut-restaurangen i Kansas i USA.

Pizza Hut är en internationell restaurangkedja som bland annat serverar pizza, pasta och buffalo wings. Företaget ingår i Yum! Brands och grundades 1958 av bröderna Frank och Dan Carney i Wichita i Kansas. År 2019 hade Pizza Hut 18 703 restauranger globalt.

## Pizza Hut i Sverige
I Sverige finns det 25 Pizza Hut-restauranger (januari 2022): elva i Stockholm samt en vardera i Göteborg, Borås, Jönköping, Halmstad, Malmö, Uppsala, Västerås, Linköping, Örebro, Sundsvall, Karlstad, Norrköping, Växjö och Borlänge. NRG Pizza AB ägdes fram till april 2024 av det norska bolaget AARS men Directional Capital förvärvade ägarskapet av NRG Pizza AB och rätten att driva Pizza Hut-restauranger i Sverige. 
Bolaget har ett franchiseavtal med YUM Brands och säljer därigenom panpizzorna med Pizza Huts varumärke. Pizzorna finns även tillgängliga på Circle K via deras egna, separata franchiseavtal med YUM Brands. 